# Llista d'asteroides/217701-217800
| Nom      | Designació provisional | Data de descobriment   | Lloc de descobriment | Descobridor/s |
| -------- | ---------------------- | ---------------------- | -------------------- | ------------- |
| 217701 - | 1999 TD82              | 12 d'octubre de 1999   | Kitt Peak            | Spacewatch    |
| 217702 - | 1999 TO108             | 4 d'octubre de 1999    | Socorro              | LINEAR        |
| 217703 - | 1999 TH130             | 6 d'octubre de 1999    | Socorro              | LINEAR        |
| 217704 - | 1999 TB244             | 6 d'octubre de 1999    | Socorro              | LINEAR        |
| 217705 - | 1999 TG184             | 12 d'octubre de 1999   | Socorro              | LINEAR        |
| 217706 - | 1999 TK189             | 12 d'octubre de 1999   | Socorro              | LINEAR        |
| 217707 - | 1999 TM192             | 12 d'octubre de 1999   | Socorro              | LINEAR        |
| 217708 - | 1999 TA196             | 12 d'octubre de 1999   | Socorro              | LINEAR        |
| 217709 - | 1999 TY213             | 15 d'octubre de 1999   | Socorro              | LINEAR        |
| 217710 - | 1999 TJ233             | 3 d'octubre de 1999    | Socorro              | LINEAR        |
| 217711 - | 1999 TA244             | 7 d'octubre de 1999    | Catalina             | CSS           |
| 217712 - | 1999 TU296             | 9 d'octubre de 1999    | Kitt Peak            | Spacewatch    |
| 217713 - | 1999 TX269             | 3 d'octubre de 1999    | Socorro              | LINEAR        |
| 217714 - | 1999 UG52              | 31 d'octubre de 1999   | Catalina             | CSS           |
| 217715 - | 1999 VF15              | 2 de novembre de 1999  | Kitt Peak            | Spacewatch    |
| 217716 - | 1999 VB80              | 4 de novembre de 1999  | Socorro              | LINEAR        |
| 217717 - | 1999 VC81              | 9 de novembre de 1999  | Catalina             | CSS           |
| 217718 - | 1999 VG97              | 9 de novembre de 1999  | Socorro              | LINEAR        |
| 217719 - | 1999 VC101             | 9 de novembre de 1999  | Socorro              | LINEAR        |
| 217720 - | 1999 VA105             | 9 de novembre de 1999  | Socorro              | LINEAR        |
| 217721 - | 1999 VV119             | 3 de novembre de 1999  | Kitt Peak            | Spacewatch    |
| 217722 - | 1999 UH63              | 12 de novembre de 1999 | Kitt Peak            | Spacewatch    |
| 217723 - | 1999 VJ165             | 14 de novembre de 1999 | Socorro              | LINEAR        |
| 217724 - | 1999 VS170             | 14 de novembre de 1999 | Socorro              | LINEAR        |
| 217725 - | 1999 VL178             | 6 de novembre de 1999  | Socorro              | LINEAR        |
| 217726 - | 1999 WN                | 16 de novembre de 1999 | Kuma Kogen           | A. Nakamura   |
| 217727 - | 1999 XR56              | 7 de desembre de 1999  | Socorro              | LINEAR        |
| 217728 - | 1999 XA64              | 7 de desembre de 1999  | Socorro              | LINEAR        |
| 217729 - | 1999 XA79              | 7 de desembre de 1999  | Socorro              | LINEAR        |
| 217730 - | 1999 XC114             | 11 de desembre de 1999 | Socorro              | LINEAR        |
| 217731 - | 1999 XM118             | 5 de desembre de 1999  | Catalina             | CSS           |
| 217732 - | 1999 XB148             | 7 de desembre de 1999  | Kitt Peak            | Spacewatch    |
| 217733 - | 1999 XP171             | 10 de desembre de 1999 | Socorro              | LINEAR        |
| 217734 - | 1999 XF187             | 12 de desembre de 1999 | Socorro              | LINEAR        |
| 217735 - | 2000 AG40              | 3 de gener de 2000     | Socorro              | LINEAR        |
| 217736 - | 2000 AE197             | 8 de gener de 2000     | Socorro              | LINEAR        |
| 217737 - | 2000 AF216             | 8 de gener de 2000     | Kitt Peak            | Spacewatch    |
| 217738 - | 2000 BO1               | 27 de gener de 2000    | Kitt Peak            | Spacewatch    |
| 217739 - | 2000 BY21              | 29 de gener de 2000    | Kitt Peak            | Spacewatch    |
| 217740 - | 2000 BQ30              | 28 de gener de 2000    | Kitt Peak            | Spacewatch    |
| 217741 - | 2000 CC9               | 2 de febrer de 2000    | Socorro              | LINEAR        |
| 217742 - | 2000 CU22              | 2 de febrer de 2000    | Socorro              | LINEAR        |
| 217743 - | 2000 CK26              | 2 de febrer de 2000    | Socorro              | LINEAR        |
| 217744 - | 2000 CK38              | 3 de febrer de 2000    | Socorro              | LINEAR        |
| 217745 - | 2000 CU55              | 4 de febrer de 2000    | Socorro              | LINEAR        |
| 217746 - | 2000 CU60              | 2 de febrer de 2000    | Socorro              | LINEAR        |
| 217747 - | 2000 DS41              | 29 de febrer de 2000   | Socorro              | LINEAR        |
| 217748 - | 2000 DQ88              | 29 de febrer de 2000   | Socorro              | LINEAR        |
| 217749 - | 2000 EK66              | 10 de març de 2000     | Socorro              | LINEAR        |
| 217750 - | 2000 EE138             | 11 de març de 2000     | Socorro              | LINEAR        |
| 217751 - | 2000 GN24              | 5 d'abril de 2000      | Socorro              | LINEAR        |
| 217752 - | 1999 AB11              | 12 d'abril de 2000     | Haleakala            | NEAT          |
| 217753 - | 2000 HT37              | 29 d'abril de 2000     | Socorro              | LINEAR        |
| 217754 - | 1996 HZ10              | 26 d'abril de 2000     | Anderson Mesa        | LONEOS        |
| 217755 - | 1995 MF1               | 30 de juliol de 2000   | Socorro              | LINEAR        |
| 217756 - | 1997 RW12              | 25 d'agost de 2000     | Crni Vrh             | Crni Vrh      |
| 217757 - | 2000 QO14              | 24 d'agost de 2000     | Socorro              | LINEAR        |
| 217758 - | 2000 QP15              | 24 d'agost de 2000     | Socorro              | LINEAR        |
| 217759 - | 2000 QP37              | 24 d'agost de 2000     | Socorro              | LINEAR        |
| 217760 - | 2000 QY106             | 29 d'agost de 2000     | Socorro              | LINEAR        |
| 217761 - | 2000 QW107             | 29 d'agost de 2000     | Socorro              | LINEAR        |
| 217762 - | 2000 QY119             | 25 d'agost de 2000     | Socorro              | LINEAR        |
| 217763 - | 2000 QL123             | 25 d'agost de 2000     | Socorro              | LINEAR        |
| 217764 - | 2000 QC162             | 31 d'agost de 2000     | Socorro              | LINEAR        |
| 217765 - | 2000 QK167             | 31 d'agost de 2000     | Socorro              | LINEAR        |
| 217766 - | 2000 QF172             | 31 d'agost de 2000     | Socorro              | LINEAR        |
| 217767 - | 2000 QU204             | 31 d'agost de 2000     | Socorro              | LINEAR        |
| 217768 - | 2000 QD223             | 21 d'agost de 2000     | Anderson Mesa        | LONEOS        |
| 217769 - | 2000 QN243             | 20 d'agost de 2000     | Anderson Mesa        | LONEOS        |
| 217770 - | 2000 RB8               | 2 de setembre de 2000  | Eskridge             | G. Hug        |
| 217771 - | 2000 RJ30              | 1 de setembre de 2000  | Socorro              | LINEAR        |
| 217772 - | 2000 RJ48              | 3 de setembre de 2000  | Socorro              | LINEAR        |
| 217773 - | 2000 RO76              | 4 de setembre de 2000  | Socorro              | LINEAR        |
| 217774 - | 2000 RV76              | 4 de setembre de 2000  | Socorro              | LINEAR        |
| 217775 - | 2000 RK83              | 1 de setembre de 2000  | Socorro              | LINEAR        |
| 217776 - | 2000 RS107             | 7 de setembre de 2000  | Kitt Peak            | Spacewatch    |
| 217777 - | 2000 SY17              | 23 de setembre de 2000 | Socorro              | LINEAR        |
| 217778 - | 2000 SM18              | 23 de setembre de 2000 | Socorro              | LINEAR        |
| 217779 - | 2000 SS18              | 23 de setembre de 2000 | Socorro              | LINEAR        |
| 217780 - | 2000 SL53              | 24 de setembre de 2000 | Socorro              | LINEAR        |
| 217781 - | 2000 SR56              | 24 de setembre de 2000 | Socorro              | LINEAR        |
| 217782 - | 2000 SS184             | 24 de setembre de 2000 | Socorro              | LINEAR        |
| 217783 - | 2000 SE116             | 24 de setembre de 2000 | Socorro              | LINEAR        |
| 217784 - | 2000 SF165             | 23 de setembre de 2000 | Socorro              | LINEAR        |
| 217785 - | 2000 SZ196             | 24 de setembre de 2000 | Socorro              | LINEAR        |
| 217786 - | 2000 SS206             | 24 de setembre de 2000 | Socorro              | LINEAR        |
| 217787 - | 2000 SC262             | 25 de setembre de 2000 | Socorro              | LINEAR        |
| 217788 - | 2000 SV280             | 25 de setembre de 2000 | Socorro              | LINEAR        |
| 217789 - | 2000 SE281             | 23 de setembre de 2000 | Socorro              | LINEAR        |
| 217790 - | 2000 SD301             | 28 de setembre de 2000 | Socorro              | LINEAR        |
| 217791 - | 2000 SW311             | 27 de setembre de 2000 | Socorro              | LINEAR        |
| 217792 - | 2000 SO352             | 30 de setembre de 2000 | Anderson Mesa        | LONEOS        |
| 217793 - | 2000 TX37              | 1 d'octubre de 2000    | Socorro              | LINEAR        |
| 217794 - | 2000 TU40              | 1 d'octubre de 2000    | Socorro              | LINEAR        |
| 217795 - | 2000 TE46              | 1 d'octubre de 2000    | Anderson Mesa        | LONEOS        |
| 217796 - | 2000 TO64              | 7 d'octubre de 2000    | Anderson Mesa        | LONEOS        |
| 217797 - | 2000 UH48              | 24 d'octubre de 2000   | Socorro              | LINEAR        |
| 217798 - | 2000 UB69              | 25 d'octubre de 2000   | Socorro              | LINEAR        |
| 217799 - | 2000 UN71              | 25 d'octubre de 2000   | Socorro              | LINEAR        |
| 217800 - | 2000 UV93              | 25 d'octubre de 2000   | Socorro              | LINEAR        |